# 尹子龍
尹子龍（英語：William Wan Tsz-lung，1984年6月25日—)，別名紫龍，香港電台節目主持及編導，香港市務學會副主席，ERB及拉斐特婚嫁培訓導師，活動策劃及主持。亦是 ANICHI 動漫一番街 創始人之一。

## 背景
尹子龍喜愛《聖鬥士星矢》中的紫龍，「子龍」與「紫龍」讀音相同，因而命名紫龍。他在1996年畢業於亞斯理衛理小學，2001年畢業於葵涌循道中學。後來於香港專業進修學校修讀英國中央蘭開夏大學市場學銜接學士學位課程，先後完成香港專業進修學校的通用文憑（演藝）課程及商貿學（市場）高級文憑課程。
2007年初夏，紫龍以港專青年樂隊Deans成員身份接受香港電台節目訪問。訪問過後，節目負責人Tanner 覺得紫龍能言善道，向紫龍遞上「Web J生還者」報名表，紫龍二話不說便填上及遞交。紫龍順利入圍及勝出《一潮天子》第二屆Web J 生還者，加入香港電台 Teen Power，曾任主持、編導及Web Producer，及後晉身香港電台第二台。近年更成為「香港電台新春團拜」財神。
2009年12月27日深夜12月28日凌晨2時開始，紫龍擔任主持《輕談淺唱不夜天》。

## 現主持節目

### Teen Power
- 《漫動作[7]》

與惡夢仔及李詩婷Kirsten一同主持的節目，逢星期日播放。每週集體回憶一本動漫，並有「本地漫遊」專訪本地動漫畫家。
- 《大學站》

與JUBO合作，逢星期三播放。分享大學一點一滴。
- 《Music Drive》（視像節目）

透過訪問中對話及音樂表演，演繹各地歌手對音樂的熱忱，TPTV內播出。

## 曾主持或編導的節目

### 香港電台第二台
- 《尋常事 認真做》（主持）
- 《我愛廣東歌》 （主持）
- 《輕談淺唱不夜天》（星期一至四主持）

### Teen Power
| - 《Music All Nite》（主持） - 《Web J Show Up》（主持） - 《型英營》（主持） - 《孭咩背囊團》（主持及編導） - 《潮聖》（主持及編導） - 《漫動作》（編導，現任主持） | - 《啼聲週記》（編導，主持） - 《足智室》（編導） - 《好囧茶餐廳》（編導） - 《二三靈異》（編導） - 《崎裝異族》（編導） - 《斌哥哥教踢波》（編導） |

## 專欄寫作
任《孭咩背囊團》主持及編導期間，為《都市日報》撰寫相關專欄「我們的Teen空」。

## 出版書刊
2011年起，與其他港台主持集體出版以下散文集，並參與同年度書展，出席新書簽名會。
- 梁榮忠、黃冠斌、阿O、Morle、Eric、黃天頤、的神、超B、阿Lu、紫龍 《全民Blog Blog 齋》
- 梁榮忠、黃冠斌、阿O、Morle、Eric、黃天頤、的神、超B、阿Lu、紫龍、Bear 《潮文Blog Blog齋》
- 梁榮忠、黃冠斌、阿O、Morle、Eric、黃天頤、的神、超B、阿Lu、紫龍、Bear 《情人Blog Blog齋》